# Томаш Хренко
Томаш Хренко (словац. Tomáš Chrenko; народився 1 листопада 1977 у м. Нітра, ЧССР) — словацький хокеїст, центральний нападник. 
Вихованець хокейної школи ХК «Нітра». Виступав за ХК «Нітра», ХК «Трнава», МХК «Мартін», «Славія» (Прага), ХК «Попрад», ХК «Карлови Вари», ХК «Лангенталь», ХК «Фасса», ХК Нітра.
У чемпіонатах Словаччини — 442 матчі (120+181), у плей-оф — 28 матчів (5+9). В чемпіонатах Чехії — 41 матч (2+6), у плей-оф — 3 матчі (0+0).
У складі національної збірної Словаччини провів 8 матчів (1 гол).